# Manfred Kapluck
Manfred Kapluck (* 9. März 1929 in Essen; † 11. Dezember 2014 ebenda), Deck- und Spitzname "Chapel", war ein deutscher Parteifunktionär (KPD, DKP).

## Leben
Manfred Kapluck wuchs in einer kommunistischen Familie in Essen auf. Seine Eltern waren aktive KPD-Mitglieder. Sein Vater war später Spanienkämpfer. Er war Mitbegründer der FDJ in der Bundesrepublik Deutschland und von 1949 bis 1952 Leiter der Jungen Pioniere. In dieser Funktion hat er mit Margot Honecker, der Leiterin der Pioniere in der DDR, gut zusammengearbeitet. Als FDJler war er 1951 und 1952 im Gefängnis. Er war bis zu ihrem Verbot 1956 in der KPD aktiv, dort unter anderem Sekretär für Massenarbeit, zuständig für Hessen, Baden-Württemberg und Bayern. In den folgenden Jahren arbeitete er trotz Parteiverbot illegal weiter und wurde 1960 Mitglied des Politbüros und Zentralkomitees der illegalen KPD. Er war ab 1963 zwei Jahre zur politischen Ausbildung in Moskau und 13 Jahre auf der Fahndungsliste der Bundesrepublik Deutschland.
Kapluck war 1961 Mitbegründer der Kleinpartei Deutsche Friedens-Union (DFU), die nach dem Ende der Finanzierung durch die SED 1990 aufgelöst wurde. Seit 1966 war er der mit Abstand wichtigste Mann im "Initiativausschuss für die Wiederzulassung der KPD". Er arbeitete für den Studenten-Kurier der Gemeinschaft für deutsche Studentengeschichte, später für das Magazin konkret und nahm Ulrike Meinhof und Klaus Rainer Röhl in die Partei auf.
Nach der Gründung der DKP war er insgesamt zwölf Jahre Präsidiumsmitglied sowie von 1968 bis 1981 Vorsitzender des Bezirks Ruhr-Westfalen. Ab 1990 arbeitete er für den Verein Marx-Engels-Stiftung.
2006 verließ Manfred Kapluck die DKP und schloss sich der Linken an. Er starb 2014 an einem Schlaganfall. Er lebte in Essen-Eiberg.

## Veröffentlichungen
- Politische Theorien des Marxismus im Wandel historischer Entwicklungen. Pahl-Rugenstein Verlag (Marx-Engels-Stiftung), Köln 1991, ISBN 978-3-891441-190
- Neues Denken und marxistische Philosophie. Marx-Engels-Stiftung, 1991, ISBN 978-3-928000-017
- Manfred Kapluck: Wir haben sehr viel Solidarität erfahren, In Barbara Felsmann: Beim kleinen Trompeter habe ich immer geweint. Lukas Verlag, Berlin 2003, ISBN 3-931-836-55-X